# دردار عامودي
دردار عامودي (الاسم العلمي:Ulmus fastigiata) هو نوع غير مؤكد من النباتات يتبع جنس الدردار من الفصيلة الدردارية.